# 우우르 보랄
우우르 보랄(튀르키예어: Uğur Boral, 1982년 4월 14일 ~ )은 터키의 전 축구 선수이다. 현역 시절 포지션은 윙어였다. 그는 지난 UEFA 유로 2008 준결승전에서 독일을 상대로 선제골을 기록했었다.

## 수상
페네르바체
- 쉬페르리그 : 2006-07, 2010-11
- 쉬페르 쿠파 : 2007, 2009

터키
- UEFA 유로 2008 4강